# Gyulai György
Gyulai György (Zalaborsfa, 1928. október 10. – 1961. október 17.) magyar sportoló, ejtőernyős világbajnok, testnevelő tanár.

## Életpálya
A magyar ejtőernyős sport kiemelkedő alakja. Budapesten, a Farkasréti temetőben nyugszik.
Az Ég és Föld között c. film felvételei közben ernyőjét alacsony magasságban nyitotta, így nyíló félben lévő ernyővel nagy sebességgel ért földet, ami azonnali halálát okozta. 

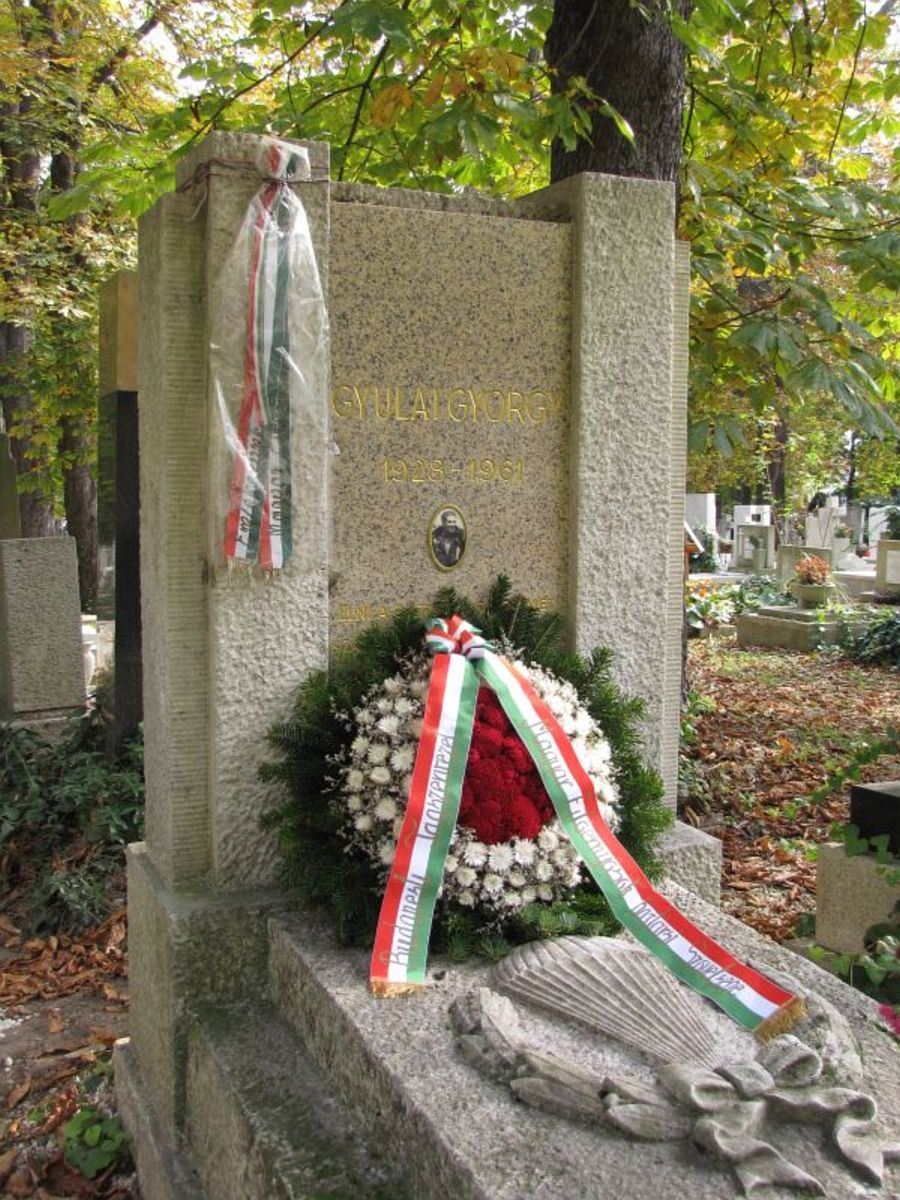
Sírja a Farkasréti temetőben (1-1-187)

## Sportegyesülete
- Postás Repülő Klub

## Sporteredmények
- 1955-ben összetett országos bajnok,
- 1957-ben és 1960-ban 2000 méteren (stílusugrás, összetett) országos bajnok,
- 1958-ban a IV. Ejtőernyős Világbajnokságot Csehszlovákia Pozsonyban rendezte, ahol
  - csapatban, ejtőernyős célba-ugrásban világbajnokságot nyert,
  - célba-ugrásban egyéni világbajnoki 2. helyezést ért el

### Magassági csúcs 6270
A Magyar Önkéntes Honvédelmi Szövetség hét ejtőernyős sportolója 1955 májusában rekord kísérletet hajtottak végre. Rónai Mihály csapatkapitány, Tóth Jenő, Pruha József, Dézsi Gábor, Magyar Miklós, Gyulai György és Hollósi Lajos a Malév utasszállító gépének segítségével Kapitány István pilóta rekordmagasságba emelkedett. A sportolók mindegyike eddig több mint háromszáz zuhanóugrást hajtott végre. A magasságmérő készülék grafikonja 6270 métert mutat. Az ugrók 250 kilométeres sebességgel zuhantak a föld felé, áttörve a felhőréteget. Közel kétperces szabadesés után 600 méter földközelben lobbantak az ernyők. A hét ugró a Szovjetunió után a világ második legjobb csoportos eredményét érte el.

## Sportvezető
A válogatott ejtőernyős csapat edzője volt.

## Szakmai sikerek
A Magyar Népköztársaság Érdemes Sportolója. Emlékére évente ejtőernyős emlékversenyt rendeznek.